# محاصره مرعش
محاصره مرعش (انگلیسی: Siege of Marash؛ ترکی استانبولی: Maraş Kuşatması) که همچنین با نام قدیمی محاصره گرمانیسیا (انگلیسی: Siege of Germanicia) هم شناخته می‌شود به محاصره‌ای اشاره که دارد که توسط نیروهای مسلمان خلافت راشدین در جریان لشکرکشی آنها به آناتولی در سال ۶۳۸ رهبری شد. شهر بدون خونریزی زیاد تسلیم شد. این لشکرکشی از آن جهت اهمیت دارد که نشان دهنده پایان دوران نظامی سردار افسانه ای مسلمان عرب خالد بن ولید است که چند ماه پس از بازگشت از لشکرکشی از ارتش اخراج شد.